# Кривошеевское сельское поселение (Белгородская область)
Кривоше́евское се́льское поселе́ние — муниципальное образование в составе Прохоровского района Белгородской области России. В состав сельского поселения входят несколько сел (Кривошеева, Кривые Балки, Кондровка, Масловка, Раисрвка, Храпочевка) и два хутора: Широкий и Богдановка.
Административный центр — село Кривошеевка.
Сельское поселение расположено в долине реки Донецкая Сеймица, границы проходят по северной и северо-восточной границе Губкинского городского округа.  Площадь, занимаемая муниципальным образованием, составляет 8368 га, из которых под сельское хозяйство отведено 6841 га, лесные объекты - 74 га, водные - 43 га, занимаемых населенными пунктами - 1337 га.

## История
Кривошеевское сельское поселение образовано 20 декабря 2004 года в соответствии с Законом Белгородской области № 159.

## Население
| 2010  | 2011  | 2012  | 2013  | 2014  | 2015  | 2016  | 2017  | 2018  |
| ----- | ----- | ----- | ----- | ----- | ----- | ----- | ----- | ----- |
| 1509  | ↘1497 | ↘1470 | ↘1405 | ↘1395 | ↘1386 | ↘1361 | ↘1355 | ↘1346 |
| 2019  | 2020  | 2021  |       |       |       |       |       |       |
| ↘1329 | ↗1335 | ↗1356 |       |       |       |       |       |       |

## Состав сельского поселения
| № | Населённый пункт | Тип населённого пункта       | Население |
| - | ---------------- | ---------------------------- | --------- |
| 1 | Богдановка       | хутор                        | ↘51       |
| 2 | Кондровка        | село                         | ↘191      |
| 3 | Кривошеевка      | село, административный центр | ↘542      |
| 4 | Кривые Балки     | село                         | ↘160      |
| 5 | Масловка         | село                         | ↘371      |
| 6 | Раисовка         | село                         | ↘62       |
| 7 | Храпочевка       | село                         | ↗66       |
| 8 | Широкий          | хутор                        | ↘66       |